# USNS Henry J. Kaiser (T-AO-187)
El USNS Henry J. Kaiser (T-AO-187), llamado así en honor a Henry J. Kaiser, es un buque petrolero de flota de la Armada de los Estados Unidos; es líder de su clase y presta servicio desde 1986.

## Construcción
Construido por Avondale Industries en Westwego (Luisiana), fue puesto en gradas el 22 de agosto de 1984. Su casco fue botado el 5 de octubre de 1985. La nave completa fue asignada el 19 de diciembre de 1986.

## Historia de servicio
Está asignado a la Naval Fleet Auxiliary Force dependiente del Military Sealift Command.

## Nombre
Su nombre USNS Henry J. Kaiser honra a Henry J. Kaiser, considerado padre de los astilleros modernos estadounidenses.